# Thomas Meienhofer

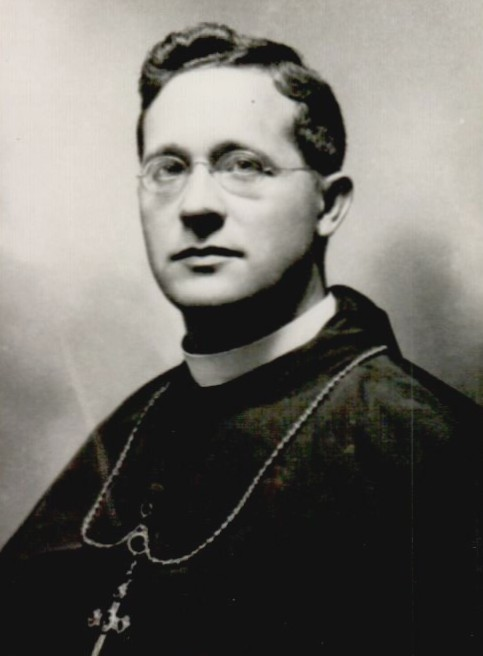
Abt Thomas im Jahr seiner Benediktion (1904)

Thomas Meienhofer (* 18. September 1865 in Wuppenau, Kanton Thurgau, Schweiz; † 6. September 1936 in Virginia, Vereinigte Staaten.) war der erste Abt von Mount Angel Abbey in Oregon, Vereinigte Staaten.

## Jugend und Ausbildung in der Schweiz
Thomas von Aquin Meienhofer, getauft als Franz, wurde in Wuppenau im Kanton Thurgau geboren. Er besuchte die Schule der Abtei Engelberg, trat in die Abtei ein und wurde Priester. Nach seiner Übersiedlung in das Tochterkloster Mount Angel in den USA unterrichtete er Latein, Biologie und Astronomie am dortigen College.

## Leitungsämter im jungen Kloster
Am 11. Juli 1901 wurde er zum Prior von Mount Angel gewählt und am 3. Februar 1904, nachdem das Priorat zur Abtei erhoben worden war, wurde er zum ersten Abt gewählt. Beide Wahlen fanden unter dem Vorsitz von Abt Frowin Conrad von der Abtei Conception statt. Abt Thomas erhielt am 29. Juni 1904 durch Abt Frowin Conrad (Erzbischof Christie von Portland war erkrankt) die Abtsbenediktion. Conrads Assistenten waren die Äbte Athanasius Schmitt von St. Meinrad’s Abbey, Indiana, und Vincent Wehrle von St. Mary’s Abbey, North Dakota.
Am 25. Mai 1910 legte Meienhofer, nach sechs Jahren im Amt, unerwartet sein Amt nieder. Er war viele Monate lang vom Kloster abwesend und wurde in Begleitung von Belle Gerlinger, der geschiedenen Frau des Eisenbahnmagnaten Louis Gerlinger, gesehen. Später heiratete er Belle und zog mit ihr nach New York City. Während seiner letzten Jahre als Mönch verschlechterte sich seine Sehkraft und er litt den Rest seines Lebens darunter. Er kehrte nie nach Mount Angel zurück, obwohl er mit einigen der Mönche korrespondierte, und starb in Virginia.